# Martha Washington
Martha Dandridge Custis Washington (Chestnut Grove, 2 giugno 1731 – Mount Vernon, 22 maggio 1802) fu la moglie di George Washington, il 1º presidente degli Stati Uniti. Sebbene il titolo sia stato coniato solo dopo la sua morte, Martha Washington viene considerata la prima first lady degli Stati Uniti d'America. Durante la sua vita, era conosciuta come "Lady Washington".

## Biografia
Nata nella piantagione di famiglia di Chestnut Grove, era la figlia maggiore del proprietario terriero John Dandridge, e di sua moglie, Frances Jones. Martha aveva tre fratelli e cinque sorelle più una sorellastra illegittima, una schiava, che era per un quarto africana, un quarto Cherokee e per metà bianca.

## Matrimoni

### Primo Matrimonio
All'età di 17 anni sposò Daniel Parke Custis, un ricco proprietario terriero, di vent'anni più vecchio, e si trasferì nella sua residenza, White House Plantation, situata sulla sponda sud del fiume Pamunkey. Ebbero quattro figli:
- Daniel (1751-1754)
- Frances (1753-1757)
- John Parke Custis (1754-1781)
- Martha Parke Custis (1756-1773)

La morte di Daniel Custis nel 1757 fece di Martha una giovane vedova molto ricca, con un controllo totale sulla propria eredità a vita e con un controllo fiduciario dell'eredità di suo figlio maschio. Nel complesso, ereditò circa 17.500 ettari di terreno e 300 schiavi, a parte altri investimenti e denaro.

### Secondo Matrimonio
Martha si sposò con George Washington, entrambi ventisettenni, il 6 gennaio 1759 nella proprietà di lei a White House, in Virginia. Siccome possedeva proprietà nella zona, Washington probabilmente conobbe sia Martha che Daniel qualche tempo prima della morte di Daniel. Nel marzo del 1758 le andò a far visita due volte; durante la seconda volta andò via con la promessa di pensare alla sua proposta di matrimonio. All'epoca, fu anche corteggiata da Charles Carter, che era anche più ricco di Washington.
Il matrimonio fu grande. Il vestito di Washington era blu e argento con fibbie rosse e fibbie alle ginocchia dorate. La sposa indossava scarpe di seta viola con fibbie sporgenti. Sembravano avere avuto un matrimonio solido. Martha e George Washington non ebbero mai figli insieme ma entrambi si presero cura dei due figli di Martha, John e Martha.
La figlia morì nel 1773 per un attacco di epilessia, mentre John morì durante il suo servizio militare, probabilmente di tifo, nel 1781. Dopo la sua morte, i due coniugi si presero cura dei due figli di John, Eleanor e George.
Continuarono a vivere una vita privata a Mount Vernon e nelle sue case della tenuta Custis. Martha seguì Washington durante i suoi spostamenti militari durante la guerra, aiutandolo a mantenere il morale alto tra gli ufficiali.

## Valley Forge (1777-1778)
Tradizionalmente si ritiene che Martha Washington fosse solita trascorrere le sue giornate negli accampamenti invernali della guerra di rivoluzione visitando i soldati comuni nelle loro baracche. Ma Nancy Loane, autrice di Following the Drum: Women at the Valley Forge Encampment, sostiene che non vi è alcuna prova che lei visitasse i soldati comuni, osservando che Martha fosse una donna vestita alla moda, determinata e di grande ricchezza e indipendenza economica. Quando la rivoluzione scoppiò viaggiò migliaia di chilometri per stare con suo marito. Il generale Lafayette osservò che amava "suo marito alla follia".

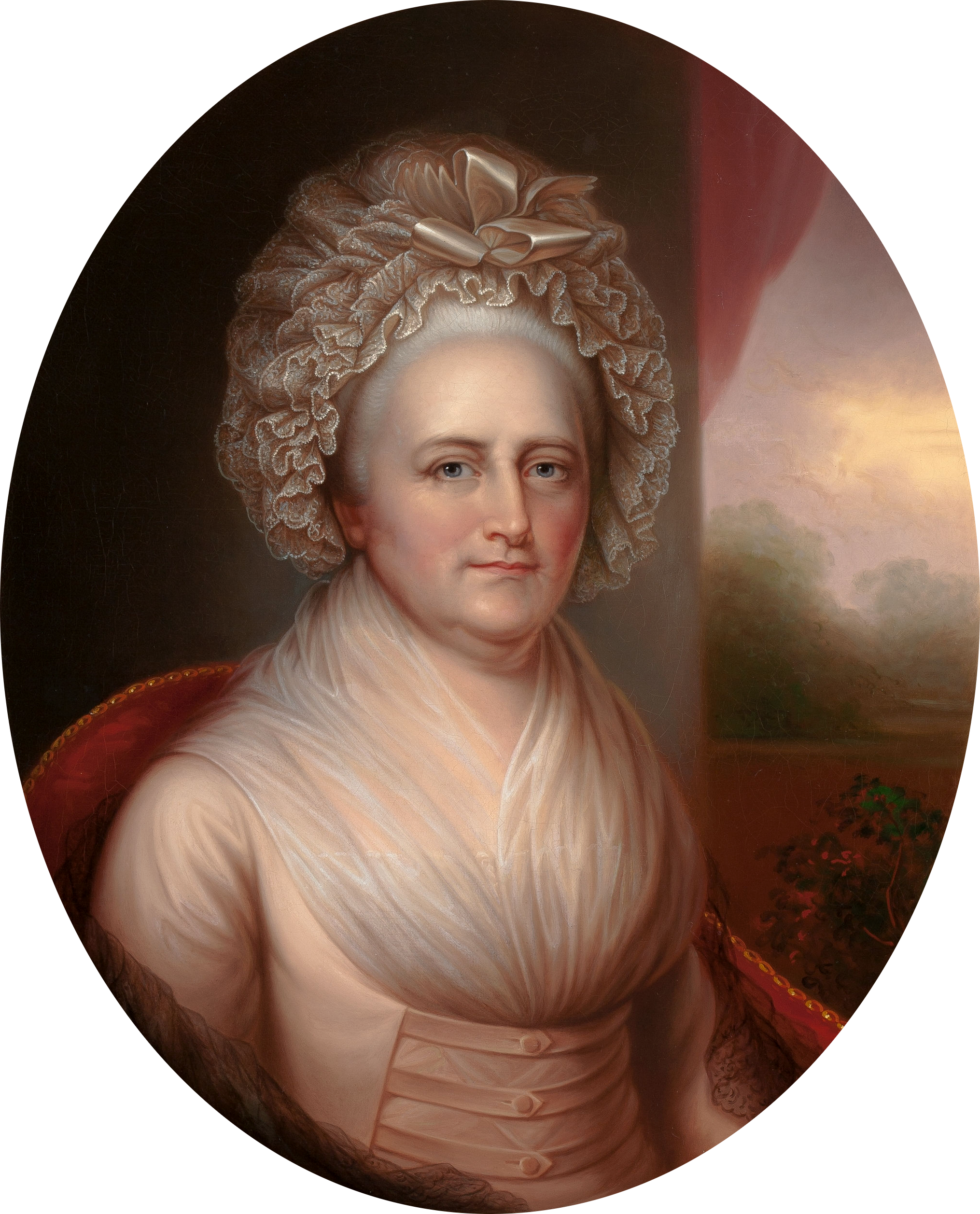
Martha Washington di Rembrandt Peale, 1856, basata su un ritratto di suo padre, Charles Willson Peale.

L'esercito continentale si stabilì a Valley Forge, il terzo degli otto campi invernali della Rivoluzione, il 19 dicembre 1777. Martha viaggiò dieci giorni e centinaia di miglia per unirsi a suo marito in Pennsylvania. Socializzò anche con le mogli degli alti ufficiali di Valley Forge. Anni dopo, Pierre DuPonceau, assistente del barone von Steuben, ricorda che durante le sere le signore e gli ufficiali del campo si incontravano per fare conversazione. Durante queste serate sociali, ogni signora e gentiluomo era "invitato a turno per una canzone" mentre sorseggiavano il tè o il caffè, ma non c'erano carte durante le riunioni sociali di Valley Forge, perché i giochi d'azzardo erano stati vietati dal Generale Washington.

## First Lady
Dopo la guerra, si oppose al fatto che suo marito avesse accettato di essere presidente degli Stati Uniti d'America, e non partecipò al suo giuramento il 30 aprile 1789. Dopo l'insediamento del marito, Martha si dedicò agli affari di Stato a New York e Filadelfia durante il periodo in cui queste città furono capitali temporanee. La vita sociale dell'epoca divenne nota come "la corte repubblicana". 
Nel luglio del 1790, l'artista John Trumbull le regalò un ritratto del generale Washington che fu collocato nella loro casa a Mount Vernon.

## Morte
La salute di Martha, sempre un po' precaria, peggiorò dopo la morte di George Washington. Due anni e mezzo dopo la morte del marito, Martha morì il 22 maggio 1802 all'età di 70 anni.
La sua salma fu interrata nella volta della tomba di George Washington a Mount Vernon.